# Terminal Aricanduva
O Terminal Aricanduva é um pequeno terminal de ônibus urbano da cidade de São Paulo localizado na zona leste do município. Apesar do nome, o terminal encontra-se entre os distritos do Tatuapé e Penha, estando instalado embaixo do Viaduto Engenheiro Alberto Badra.
O terminal originou-se de um antigo plano da Prefeitura de São Paulo para remodelação do sistema de ônibus urbanos da cidade, que incluia a entrega de terminais de ônibus estratégicos. O Aricanduva foi entregue à população em 15 de outubro de 1985 junto com o Terminal A.E. Carvalho, também localizado na zona leste. Originalmente, o local servia como integração de linhas de ônibus comuns com os trólebus que partiam desse local rumo ao centro da cidade. Construído na época da CMTC, atualmente é administrado pela SPTrans.
Suas instalações compreendem uma área de um pouco mais de 4.700 m² que abriga duas plataformas ao longo da Avenida Airton Pretini. Apesar de contar com um posto de atendimento aos usuários, o terminal conta com uma estrutura bastante básica, sendo um dos mais simples do sistema da SPTrans. Sua demanda estimada é de cerca de 25 mil pessoas por dia.